# Іцан Ескамілья
І́цан (Ітцан) Мануе́ль Ескамі́лья Герре́ро (ісп. Itzan Manuel Escamilla Guerrero, нар. 31 жовтня 1997, Мадрид, Іспанія) — іспанський актор театру і кіно, став відомим завдяки ролі учня елітної школи Самуеля в іспанському серіалі «Еліта» від Netflix.

## Біографія
Іцан Ескамілья народився в Мадриді 31 жовтня 1997 року, у родині телевізійного продюсера та моделі. Закінчив приватну напіврелігійну школу в мадридському районі Сьюдад Лінеаль (Артуро Соріа). Два роки в Мадриді вивчав акторську майстерність в престижній школі драматичного мистецтва Крістіни Роти, однак не закінчив у ній навчання повністю. Володіє іспанською та англійською мовами.

## Кар'єра
Ескамілья розпочав свою кар'єру як актор театру у п'єсі «Паралельні всесвіти» (ісп. «Los Universos paralelos») режисера Девіда Ліндсі-Абера, де мав можливість грати з іспанськими акторками такого рівня як Малена Альтеріо та Белен Куеста, а також епізодично знімався у різних іспанських серіалах.
Він брав участь у зніманнях іспанського телесеріалу Víctor Ros, який транслювався у 2016 році. Там він зіграв роль Хуана, пасинка головного героя. Ця роль стала його першою тривалою появою на телебаченн. Окрім того, він грав епізодичні ролі в таких серіалах, як Centro Médico (укр. «Медичний центр»), «Seis hermanas» (укр. «Шість сестер») і «El final del camino» (укр. «Кінець дороги»). У 2017 році він з'явився в історичному фантастичному серіалі «Міністерство часу» на іспанському телебаченні, зігравши роль Симона Болівара. Також Ескамілья зіграв роль юного Франциско в оригінальному серіалі Netflix «The Cable Girls», що вийшов у 2017 році.
Також від Netflix 5 жовтня 2018 року відбулася прем'єра серіалу «Еліта», в якому актор зіграв одну з головних ролей — Самуеля Домінгеса, учня елітної школи. Завдяки саме цій ролі актор став широко відомим далеко за межами Іспанії. Кількість його підписників на сторінці в Instagram різко збільшилася після релізу серіалу, а станом на початок 2022 року становить 7 мільйонів користувачів.
У лютому 2020 року відбувся його дебют на великому екрані. У фільмі «Планета 5000» він зіграв головну роль.
У 2020 році Іцан Ескамілья став співзасновником неприбуткової організації Kopskamco, яка зосереджена на боротьбі з булінгом у соціальних мережах.

## Фільмографія

### Кіно та телебачення
| Рік       |   | Українська назва  | Оригінальна назва        | Роль                       |
| --------- | - | ----------------- | ------------------------ | -------------------------- |
| 2016      | с | Шість сестер      | Seis hermanas            | Горрілла                   |
| 2016      | с | Медичний центр    | Centro médico            | Іско                       |
| 2016      | с |                   | Víctor Ros               | Хуан                       |
| 2017      | с | Міністерство часу | El ministerio del tiempo | Симон Болівар (юний)       |
| 2017      | с | Кінець дороги     | El final del camino      | Гонсало                    |
| 2017      | с | Телефоністки      | The Cable Girls          | Франсіско Гомес (15 років) |
| 2018—2022 | с | Еліта             | Élite                    | Самуель Домінгес           |
| 2020      | ф | Планета 5000      | Planeta 5000             | Серджіо                    |
| 2020—2021 | с | Хроніки Ідуну     | Memorias de Idhún        | Джек (голос)               |

### Театр
| Рік      | Назва                                              | Режисер       |
| -------- | -------------------------------------------------- | ------------- |
| 2017 рік | Los Universos paralelos (укр. Паралельні Всесвіти) | Девід Серрано |